# Jacob Zeilin
Jacob Zeilin (Filadelfia, 16 luglio 1806 – Washington, 18 novembre 1880) è stato un ufficiale statunitense di grado Brigadier general, dal 1864 al 1876 settimo Comandante del Corpo dei Marines.

## Biografia

### Primi anni di vita ed educazione
Jacob Zeilin nacque a Filadelfia il 16 luglio 1806. Frequentò l'Accademia militare degli Stati Uniti dal 1822 al 1825, ma abbandonò gli studi a causa dei bassi voti in filosofia e chimica.

### Carriera militare
Zeilin fu incaricato nel Corpo dei Marines come sottotenente il 1° ottobre 1831. Dopo aver completato l'addestramento preliminare di un ufficiale della marina a Washington, DC, i primi turni di servizio di Zeilin furono a terra presso la Marine Barracks di Filadelfia, e a Gosport, Virginia. Andò per la prima volta in mare a bordo dello sloop da guerra Erie nel marzo del 1832, seguito da un turno di servizio al Charlestown Navy Yard, in Massachusetts. Nell'agosto del 1834 ritornò a bordo dello USS Erie per eseguire un dispiegamento molto lungo e ricco di eventi che durò più di tre anni. Due anni dopo, il 12 settembre 1836, fu promosso primo tenente.
Dal settembre 1837 all'aprile 1841 Zeilin prestò nuovamente servizio a Charlestown e a New York. Nel febbraio del 1842 tornò in servizio in mare, a bordo della USS Columbus, e durante il dispiegamento che seguì trascorse diversi mesi in una base navale del Brasile. Al termine di questo servizio marittimo, e dopo aver nuovamente prestato servizio presso importanti stazioni del Corpo dei Marines sulla costa orientale degli Stati Uniti dal 1842 al 1845, fu trasferito in servizio a bordo della fregata USS Congress dello Squadrone del Pacifico degli Stati Uniti.

#### Guerra messicano-americana
Durante la guerra messicano-americana, Zeilin comandò il distaccamento dei marine imbarcato sulla Congress, la cui nave era assegnata alle forze del commodoro Robert F. Stockton. Prese parte alla conquista della California (1846-1847) e fu brevettato al grado di maggiore (due gradi sopra il suo grado all'epoca) per galanteria dimostrata durante l'azione all'attraversamento del fiume San Gabriel il 9 gennaio 1847. Successivamente, prese parte alla cattura di Los Angeles e alla battaglia di La Mesa.
Il 28 gennaio 1847 Zeilin fu nominato comandante militare di San Diego e prestò servizio in tale veste fino al completamento della conquista della California. Fu successivamente promosso al grado regolare di capitano il 14 settembre dello stesso anno. Durante i mesi successivi, Zeilin, con i Marines dello squadrone del Pacifico, partecipò alla cattura di importanti porti nella bassa California e nella costa occidentale del Messico, e prestò servizio come Ufficiale della flotta marina dello Squadrone del Pacifico. Nel settembre del 1847 prestò servizio con le forze che catturarono Guaymas e quelle che incontrarono il nemico a San Jose il 30 dello stesso mese. Per il resto della guerra, Mazatlán fu il suo centro di attività e combatté in diverse scaramucce con i messicani in quella zona.

#### Periodo tra le due guerre
Dopo la fine della guerra con il Messico, Zeilin si recò a Norfolk, in Virginia, dove prestò servizio per un certo periodo e inseguito si trasferì a New York. Rimase a New York fino al giugno 1852. Fu selezionato per accompagnare il commodoro Matthew C. Perry come ufficiale della flotta nella famosa spedizione in Giappone, prestando servizio con il distaccamento dei marine sulla USS Mississippi con la quale navigò in Giappone durante la spedizione. Con elaborate cerimonie, i Marines sotto il suo comando presero un ruolo di primo piano nella missione di Perry. Fu la seconda persona a mettere piede a terra durante lo sbarco formale delle forze navali a Kurihama, Yokosuka, in Giappone, il 14 luglio 1853, e fu uno di quelli che in seguito ricevettero un onore speciale per il suo ruolo nella spedizione che aprì le porte del Giappone al mondo esterno.
Al suo ritorno dal Giappone, fu nuovamente di stanza a Norfolk. Successivamente venne messo al comando della Marine Barracks del Washington Navy Yard. Dopo essere rimasto per un certo periodo a Washington, riprese il mare, questa volta a bordo della fregata Wabash, inquadrata nell'European Squadron, fino al 1859.

#### Guerra civile americana
Durante la prima parte della guerra civile americana, Zeilin era in servizio di guarnigione al comando della caserma dei Marines, prima a Philadelphia e poi a Washington D.C. Cinque giorni dopo, fu nominato al grado regolare di maggiore. Il 21 luglio 1861, comandò una compagnia di Marines durante la prima battaglia di Bull Run ottenendo una leggera ferita.
Nel 1863 gli fu dato il comando del battaglione di Marines inviato a supportare la forza navale la cui missione era la cattura di Charleston, Carolina del Sud, ma, a causa di una malattia, tornò dopo alcune settimane alla guarnigione di Marine Barracks, Portsmouth, New Hampshire. In seguito tornò in mare prestando servizio con il South Atlantic Blockading Squadron sotto il comando del contrammiraglio John Dahlgren. Nel 1864, Zeilin assunse il comando della Marine Barracks di Portsmouth.

#### Comandante del Corpo dei Marines
Il 10 giugno 1864 fu nominato colonnello comandante del corpo dei Marines con il grado di colonnello. Il suo fedele ed efficiente adempimento dei doveri di comandante del corpo dei Marines durante il periodo difficile dell'ultimo anno di guerra e quegli anni immediatamente successivi alla fine del conflitto civile venne testimoniato dal fatto che fu promosso al grado di generale di brigata il 2 marzo 1867. Dopo la promozione, divenne il primo ufficiale generale del Corpo dei Marines.
Dopo la guerra, il generale di brigata Zeilin difese con successo il corpo dei Marines dai suoi critici. Nel 1868, Zeilin approvò il design del "Eagle, Globe, and Anchor" come emblema del corpo dei Marines. Sostituì il precedente emblema che era una tromba con una lettera "M" al centro.
Zeilin si ritirò dal Corpo dei Marines il 1º novembre 1876, dopo aver prestato servizio per oltre quarantacinque anni come ufficiale del Corpo dei Marines. Considerando il suo periodo a West Point, prestò servizio per oltre 49 anni in uniforme.

### Vita privata
Jacob Zeilin sposò Virginia Freeman il 22 ottobre 1845. Insieme ebbero un figlio, William Freeman Zeilin (1851-1880) e due figlie, Margaret Freeman Very (1850-1911) (moglie di Edward Wilson Very) e Anne V. Stockton (moglie di uno dei figli del senatore John P. Stockton).
Il generale Zeilin era membro della Pennsylvania Commandery dell'Ordine Militare della Legione Leale degli Stati Uniti, un'associazione militare di ufficiali che prestarono servizio nelle forze armate dell'Unione.
Il 18 novembre 1880 Jacob Zeilin morì all'età di 74 anni a Washington D.C. È sepolto nel cimitero di Laurel Hill a Filadelfia.

## Eredità
- Due navi della Marina degli Stati Uniti sono state chiamate in suo onore USS Zeilin: la USS Zeilin (DD-313) nel 1920 e la USS Zeilin (AP-9) nel 1941.
- Nella base del corpo dei Marines di Quantico in Virginia gli è stata intitolata una via, Zeilin Road.
- Nella base militare dei Marines di Camp Pendleton in California gli è stata intitolata una via, Zeilin Street.